# Rio-de-Janeiro-Ameisenschlüpfer
Der Rio-de-Janeiro-Ameisenschlüpfer (Myrmotherula fluminensis) ist eine seltene Vogelart aus der Familie der Ameisenvögel. Er ist endemisch im brasilianischen Bundesstaat Rio de Janeiro.

## Beschreibung
Der Rio-de-Janeiro-Ameisenschlüpfer erreicht eine Größe von 9,5 cm. Das Männchen ist bleifarben mit einem schwarzen Latz, der sich bis zum Oberbauch erstreckt. Die Flügel sind schwarz mit weißen Flecken auf den Decken. Der schwarze Schwanz ist nicht markiert. Der schlanke Schnabel ist dunkel. Das Weibchen hat einen grauen Kopf. Die Kehle ist heller. Die Oberseite ist hell lederfarben-rötlichbraun. Der Schwanz ist leuchtender gefärbt. Die Unterseite lederfarben-rötlichbraun. Die Stimme besteht aus nasalen „kíu“-Lauten.

## Lebensraum und Lebensweise
Über seine Lebensweise ist kaum etwas bekannt. Das Typus-Exemplar von 1982 wurde in einer teilweise isolierten und stark gestörten Waldparzelle entdeckt. Die nachfolgenden Beobachtungen im Reserva Ecologica de Guapi Acu waren in einem jungen Sekundärwald in einer Höhenlage zwischen 35 und 200 m. Am häufigsten wurden die Vögel in gemischten Schwärmen mit anderen insektenfressenden Vogelarten, einschließlich des Südlichen Einfarbameisenschlüpfers (Myrmotherula unicolor), beobachtet. Bei der Nahrungssuche hält er sich weniger als zwei Meter über dem Boden zwischen den dichten Weinwurzeln auf.

## Status
Der Rio-de-Janeiro-Ameisenschlüpfer ist nur vom Holotypus aus dem Jahre 1982 bekannt, der bei Santo Aleixo in der Nähe der Gemeinde Magé in Zentral-Rio-de-Janeiro gesammelt wurde. Nachweise aus dem Reserva Ecologica de Guapi Acu ab dem Jahr 1994 sind nicht eindeutig, da die Art vom Gesang her nicht vom Weißflanken-Ameisenschlüpfer (Myrmotherula axillaris) zu unterscheiden ist, der in derselben Region vorkommt. Vermutlich könnte es sich beim Rio-de-Janeiro-Ameisenfänger um eine Hybride aus Weißflanken-Ameisenschlüpfer und Südlichen Einfarbameisenschlüpfer (Myrmotherula unicolor) oder um eine lokale Morphe des Weißflanken-Ameisenschlüpfers handeln.